# مینو اختر زند
مینو هیلدا اخترزند (متولد ۱۳۳۵ در تهران)، استاندار یونشوپینگ در کشور سوئد و عضو هیئت رئیسه دانشگاه سودرتورن در استکهلم است.
وی دانش‌آموخته سال ۱۹۷۸ در رشته مهندسی برق از مؤسسه سلطنتی فناوری استکهلم است.
از جمله سمت‌های قبلی وی، مدیریت عامل شرکت تولید انرژی واتن فال، مدیرکل شورای استانی کار در شهر اوپسالا سوئد و مدیریت عامل شرکت راه آهن سوئد (بان ورکت) است.
مینو اختر زند برنده نشان ممتاز افتخاری بی بی خشت در سال ۲۰۰۸ است. این جایزه در سوئد هر ساله به بانوان مدیری داده می‌شود که در طی سال به پرقدرت‌ترین پست مدیریت کشور ترفیع مقام پیدا کرده باشد.
اختر زند در ماه مه سال ۲۰۱۰ به سمت استانداری یونشوپینگ سوئد منصوب شد. او نخستین ایرانی بود که سمت استانداری را در سوئد به عهده می‌گرفت.